# 沢田泰司
沢田 泰司（さわだ たいじ、1966年〈昭和41年〉7月12日 - 2011年〈平成23年〉7月17日）は、日本のロックベーシスト、ミュージシャン。千葉県市川市出身。通称はTAIJI。X（現・X JAPAN）を経てLOUDNESSやD.T.Rなどで活動した。身長173cm、体重55kg、血液型A型(長年B型と思っていたが、1991年渡米中に受けた検査によりA型だと判明した。)。尚、TAIJIの死後、HIDEと同様、正式メンバーと数えられているような形式がX JAPANオフィシャルサイト等でとられている。愛称は「たいちゃん」。

## 概要
元X〜LOUDNESS〜D.T.R〜Cloud Nine〜THE KILLING RED ADDICTION、TAIJI with HEAVEN'S、TSP のベーシスト・ギタリスト・アレンジャー・作曲家。
「呪文降臨〜マジカル・フォース」などを唄うSister MAYOは実妹である。
ベースのみならずギターもプレイし、X在籍時からアコースティックギターによる楽曲も数多く残している。活動の詳細は後述する。
芸名については「Ray」（ディメンシア）、「TAIJI」（X、Cloud Nine）、「沢田泰司」（LOUDNESS加入以降）、「沢田大司（読みは本名と同じ）」。晩年は基本的にX時代の「TAIJI」または本名である「沢田泰司」を使用していた。
Xメジャーデビュー時に結婚。一男一女をもうけたが、後に離婚。
ファンクラブは「ガソリン・カウボーイ」。元々は沢田の個人ファンクラブだったが、後にD.T.Rのファンクラブとしても活動し始めた。後に解散。
最後の活動として、TAIJI with HEAVEN'Sが韓国にて海外公演を行う（現在もHEAVENSは活動中）。
趣味・特技のひとつに料理があり、プロ級の腕前を持っていた。

## 来歴
- 1966年7月12日、千葉県市川市に生まれる。3人兄弟姉妹の次男で、兄と妹がおり、妹は先述の通り、歌手のSister MAYO。2歳の時、親が経営する工場の機械に手を突っ込み、右手中指の第一関節から上を切断した。
- 1974年、小学2年生でアコースティックギターをプレイし始め、3か月後のクラス会で初ステージ。曲は「禁じられた遊び」（正確には映画「禁じられた遊び」のテーマソング「愛のロマンス」）」だった。
- 1979年-、中学生になると家庭の事情（両親が離婚し母親が再婚した）から非行に走る。
- 1982年、千葉明徳高等学校に進学して、エレクトリックギターを始めロックにのめり込むようになる。同時にバンドも組み、アイアン・メイデンやレインボー、ディープ・パープル、キッス、モーターヘッド、LOUDNESS、子供ばんどなどのコピーにいそしむ。プロのミュージシャンになるため僅か一年で中退。この時、「TRASH トラッシュ」というバンドを結成してギターを担当する。同時期メンバーにLADIES ROOMのHyakuが在籍していた。沢田の作ったオリジナル曲でコンテストを勝ち抜いた。またベスト・ギタリスト賞も受賞。
- 1984年、友人のバンド「DEMENTIA」（ディメンシア）でベースをプレイしたことがきっかけで、ベーシストへ転向。ディメンシア時代はRayと名乗っていた。その後、ディメンシア脱退後は「PROWLER」（プローラー）に加入するも、リーダーの青木セイブンと反りが合わず、ライブを一度も行うことなく脱退。また家も勘当され、一時期渋谷のラブホテルで住み込みのアルバイトをして暮らしていた。
- 1985年、いくつかのバンドを渡り歩いた後にXへと正式加入。当時、沢田はXの音楽性が自分に合わず加入するつもりはなかったが、YOSHIKIの熱心な誘いを受けるうちに「この人となら音楽以外の何かでもできそうだ」と感じ、沢田の推薦するギタリスト(現UNITEDの吉田"Hally"良文)と交代させることを条件にXに加入することになったと語っている[3]。その後一度脱退しているが、1986年に再加入している。この時のXは、インディーズの頃からメンバーに課せられる出費が大きく、とてもアルバイトでは追い付かなくなり、身の回りの物を売り払ってまで費用を工面していた。
- 1989年、Xメジャーデビュー。両親とは高校中退を境に絶縁状態となっていたが、Xのメジャーデビュー後、ライブに招待し和解した。
- メジャーデビュー後、YOSHIKIとの対立が深刻化し、1991年頃から正式なメンバーを外れスタジオミュージシャンとしての契約になる。
- 表向きのＸの正式メンバーとしては91年12月31日まで（92年ショックスインタビューより）
- 1992年1月31日、ミュージックステーションにおいて脱退発表。ラストステージは1月7日の東京ドーム3days。公式な発表は｢脱退｣という形であったが、実際にはYOSHIKIによる解雇であった。Xからの公式な発表では音楽性とファッションの違いとされていたが、沢田自身は自伝の中で「自分がバンド内での収入格差に文句を言ったのとYOSHIKIのドラムプレイに対して平気でダメ出しをする様になり、彼との間に軋轢が生じたからではないか」と述べている。一方、YOSHIKIは自伝『佳樹』の中で｢TAIJIのベースはXに必要だったが、TAIJIが自分との約束をいとも簡単に破ったこと｣を原因として挙げている。このため、既に収録済みであった『ART OF LIFE』も録り直しとなった。
- 1992年4月、親交のあったLOUDNESSに前任ベーシスト山下昌良の推薦で加入。芸名をTAIJIから本名の沢田泰司に改める。
- 1993年11月、LOUDNESS脱退。この年LOUDNESSは契約上のトラブルで解散状態になっていた。その後リーダーの樋口宗孝よりLOUDNESS再始動の呼びかけがあったものの、解散状態であった時期にLOUDNESSの活動を諦め、ソロアルバムの制作（後のD.T.R）を決めていたためにタイミング的に再集結を辞退し、脱退せざるを得なかった。再始動を呼び掛けたリーダーの樋口自身もその直後に脱退。以後高崎以外のオリジナルメンバーを全て失ったLOUDNESSは2000年のオリジナルメンバー復活まで『高崎晃プロジェクト』に近い形で活動を行うことになる。
- 1994年7月、自身がリーダーを務めるDirty Trash Roadを結成。バンドと同名のアルバム「Dirty Trash Road」とそのアレンジ違いの「Dirty Trash Road〜Acoustic」を二枚同時発売する。
- 1995年、芸名を本名から沢田大司に改名、またバンド名の略称であったD.T.Rを正式な名称とした。D.T.Rの2ndアルバム「Daring Tribal Roar」をリリース。またNIGHT HAWKSの青木秀一の呼びかけで聖飢魔IIのSgt.Luke篁III世参謀（現：CANTAのルーク篁）、44MAGNUM〜ZIGGYの宮脇“JOE”知史らと共にKingsを結成。アルバムをリリースする。
- 1996年頃、D.T.R事実上の活動休止。ほぼ同時期に経済的な理由で妻とは離婚。以降約2年に渡って放浪生活を送る。この頃は公園や倉庫などに寝泊りしており、喧嘩の際に角材で前歯を折られるなどの被害に遭う。
- 1998年5月、HIDEの訃報の際には自身の生活もままならない中で葬儀に駆けつけた。その際、ケンカで折られた歯をYOSHIKIに見られ、後日YOSHIKIから200万円ほどの金を渡されたとのこと[4]。HIDEの葬儀をきっかけに久々に旧友たちと再会後、彼らの支援によって音楽活動を再開する。この頃に芸名を本名の沢田泰司に再び戻す。やがてCloud Nineを結成するも、Cloud Nineでは出来ないアコースティックな音楽も志向しているという理由で間もなく脱退。その後音風を結成してギターとベース・ギターを兼任で在籍。音風には、ボーカリストとして実妹のMASAYOも在籍。
- 2005年、バイク事故を起こし足の靭帯を切断するほどの大怪我を負う。手術費用工面のため、自身のベースをインターネットオークションに出品。
- 2006年、1月8日にMASAYOの脱退が音風公式サイトで発表された。また、同年7月30日より再びD.T.Rの活動を再開、個人としては初となるオフィシャルサイトがオープン。そして、シルバーアクセサリーブランド「DTROCKERS」を立ち上げる。
- 2007年6月13日、HOLIDAY SHINJUKUにて開催された元COLORのMARRYの追悼GIG「6.14 Memorial LIVE TOKYO」にゲスト出演。RAPESの新谷の呼びかけによるものであることをブログで明かしている。
- 2007年10月、Cloud Nineより、ベーシストのMARUが脱退したため、Cloud Nineに期間限定で電撃復帰。期間限定とはいつまでなのかは詳しいリリースがなく、定かではなかった。その後、D.T.Rについての更新も途絶えた。
- 2008年7月公開の映画「attitude」で音楽監督を務める[5]。自身のブログでは大仁田厚へ楽曲提供を行うことも発表された。
- 2008年9月、持病のてんかん・脳梗塞が悪化、左足大腿骨頭壊死による人工股関節が外れ緊急手術。歩行困難となり、12月2日に転倒事故で胸と喉を強打し入院したことが自身のブログ上でスタッフによって明らかにされた。
- 2009年7月、元COLORのボーカリストダイナマイト・トミーらとともにバンド「The Killing Red Addiction(TKRA)」を結成。ロサンゼルスにあるロックバンドの聖地的なライブハウス、ウィスキー・ア・ゴーゴーでお披露目ライブを開催した。
- 2009年11月、2007年以降活動が停滞していたD.T.R（Dirty Trash Road、以下旧D.T.R）の解散を発表。理由は沢田によると「スタッフのD.T.R収益の横領による精神的ダメージ」であるとしている。この件について沢田によれば「D.T.R関連の一切の利益がスタッフにのみ渡っており、メンバーには一円も還元されていない」という。また、メンバー間の音楽的な相違が見られたことも関係していると語られた。同時に、沢田と黒田により同名のバンド「D.T.R」（以下新D.T.R）の結成が発表された。新D.T.Rは「Death to Rive」の略と説明されている。旧D.T.Rのメンバーは沢田と黒田を除き、不参加。それ以外のメンバーとスタッフを公募していた。
- 2010年、TS GLASTON COMPANYを設立[6]。
- 2010年1月、自身のバンドであるTAIJI with HEAVEN'Sを本格始動。TAIJI with HEAVEN'S名義でファーストミニアルバムをリリース。
- 2010年4月、クラウド・ナインのShu、TAIJI with HEAVENSのDAI、CRAZY QUARTER MILEのHINAとともに３バンドの合体プロジェクト「TS PROJECT（TSP）」を始動。ボーカルは10月にDAIからC.O.R.Eの丸木“TAZZ”忠大に変更。TSPは活動開始以降精力的にライブ活動を行っていた。
- 2010年7月、8月14,15日に横浜国際総合競技場で開催される「X JAPAN WORLD TOUR Live in YOKOHAMA 超強行突破 七転八起 〜世界に向かって〜」に緊急参戦が決定したとメディアで報道された。報道通り沢田は14、15の両日に当時と同じTAIJI名義にて「X」を演奏し、1992年の東京ドーム3days,「破滅に向かって」以来約18年ぶりに旧友であるX JAPANのメンバーと共演。ライヴ後のインタビューでYOSHIKIは「またTAIJIに来てもらうこともあるかも」という発言をしていた。
- 2011年2月、TSPの初音源『Rest In Peace』をWe Rock誌の付録として発表。
- 2011年に、TAIJI with HEAVEN'Sとして韓国のFrontman-groupと契約し、韓国内での活動を開始。TOKIYAがギターにゲスト参加。その後、RYUTAROが脱退し、幅広い楽曲かつ多彩なアレンジを目指すべくツインギタースタイルに転向。5人目のメンバーHALを加えてLIVEを予定していたが、東日本大震災の影響で中止となる。
- 2011年7月17日、45歳の誕生日の5日後にサイパン島で死去。享年45歳。

## 突然の死
2011年7月11日、成田国際空港から北マリアナ諸島サイパン島に向かうデルタ航空298便の機内で、当時の女性マネージャーと騒動を起こし、窓や座席を叩いたり蹴ったりしたとして逮捕された。しかし当時は一般女性乗客への暴行として報道された。
拘束中にベッドのシーツで首を吊って自殺を図ったとされ、サイパン島の中心地ガラパン近郊のコモンウェルス・ヘルスセンターの集中治療室にて治療を受けていたが、意識不明になっていることが同月15日に報じられ、脳死状態に陥ったことから、婚約者と家族が現地入りし対面した後、家族の同意を得て人工呼吸器など延命機器が外され、同月17日に死去した。45歳没。
なお、7月17日に放送予定であったTBS系『クイズ☆タレント名鑑』は出演シーンをカットされて放送された。沢田の死について、X JAPANのメンバー5人（PATA、Toshl、SUGIZO、YOSHIKI、HEATH）、LOUDNESSから3人（高崎晃、二井原実、山下昌良）、TSP（SHU、TAZZ、HINA）から3人、D.T.Rから5人（竹内光雄、藤本泰司、黒田朋幸、高橋ロジャー和久、清水賢治）それぞれ沢田と共に活動したバンドメンバーらが追悼のコメントを発表した。
後に、沢田の死にはいくつかの疑惑があるとされ、死後に遺族が不審死事件の検証及び再調査に関する署名活動を行っている。死後はHIDE同様に、X JAPANのメンバーとしてクレジットされるようになる。

## プレイスタイル

### ベーシストとして
- キャリアのほとんどのジャンルがHR/HMだが、固定観念に縛られない幅広いアプローチを得意とする。また、バンドの支えであるベースが乱れていてはバンド自体が成り立たないということで、自分は誰よりも練習していたと語っている。
- ピック弾き、人差し指と薬指の2本で弾くアポヤンド奏法（ツーフィンガー・ピッキングとも。ただし、人差し指と中指を用いる一般的なやり方ではなく、沢田は人差し指と薬指の2本を使うという変則的なスタイル。これは、幼少時に負った怪我が原因だとロッキンf上で本人が語っている）、右手の親指で弦を叩くように弾くスラップ奏法（チョッパー）が中心。ベースソロには速弾き、ライトハンド、または両手タッピング（ボスハンド奏法）、スラップをふんだんに使ったテクニカルなソロを展開している。
- 一般的な4弦エレキベースを中心に、5弦ベースやフレットレスベース、更にはベースとギターのダブルネックも使う。
- 彼のプレイスタイルを、滅多にミュージシャンを褒めないことで有名なLOUDNESSの樋口宗孝が、即興で叩いたドラミングに合わせて沢田が弾いたベース・ラインを絶賛したり、また、樋口がLOUDNESSを脱退した直後にも沢田に「泰司とはフリーでもいいからすぐに音を出したい」と声を掛けたりしていた。また、ふとしたことから、沢田とステージに立つ機会があったそうる透にも「光っているベーシストに今まで何人も会ったけど、泰司は僕の探しているドラゴンボールの1つのようなベーシストだ」と絶賛されている。また、ソロ・アルバムのレコーディングでベースを弾いているHIDEも「結構ね、影響されてるベーシストってTAIJIだったりするんですよね。あの人は元々ギタリストだったから、かゆいところに手が届くフレーズを弾いたりするんですよ。それにすごい影響されてるかな？」とコメントを残している。
- X在籍時には、ライトハンドタッピングやスラップ奏法（チョッパー）によるベースソロを導入したり、アルペジオによって独特の演出を施したりしている。
- また、「Jealousy」レコーディングで、LAに渡ったことも一つの転機を生んでおり、渡米(レコーディング)前は「ビリー・シーン（MR. BIG）かマノウォーかTAIJIかと言わせる」とテクニカルの追求を思わせる発言をしていたが、「Jealousy」では「Desperate Angel」に代表されるような曲全体のノリやウネリを重視したベースプレイに重点が置かれ、帰国後ロッキンfを始め様々なインタビューにおいて「グルーヴ」という単語を連発している。また、「Jealousy」のバンドスコア中においても、好きなベーシスト、ベーシストに勧める楽曲、共に今まで余り言及しなかったダフ・マッケイガンの名を挙げている。
- LOUDNESS在籍時には、ギターとのユニゾンプレイによる重厚なアンサンブルを作り出すことに徹底している。高崎晃との高速リフにおけるユニゾンはもちろん、「ジャック・オフ・ビブラート」と呼ばれるテクニックまで揃える。そして各所で盛り込まれる流麗なフレーズや、山下昌良時代のLOUDNESSには見られなかったスラップ奏法によるベースソロをフィーチャーしている。
- 音風では、他にベーシストが在籍していたこともあって、沢田本人がベースをプレイする機会は少なかったが、ライヴでは沢田のベースソロ・コーナーが設けられており、エフェクターを多用したテクニカルなベースソロも披露した。

### ギタリストとして
- X在籍時の楽曲「Voiceless Screaming」（Jealousy収録）のギターは沢田自らがプレイし、見事なアルペジオを披露しているが、HIDEが「難しくて弾けない」と舌を巻いている。PATAも「TAIJIほどは上手く弾けない」、「TAIJIはアコースティックギターが上手いからね、あいつは特にガットギター弾くのが上手いんだよ」と言っている。
- LOUDNESS加入時にギターの腕を披露する機会が有り、その実力は高崎晃をも唸らせたという。また、HIDEは、ソロ・デビュー曲「EYES LOVE YOU」のギターソロのタッピングは「TAIJIに教えてもらった」と語っている。
- 音風では、アコースティックギターのみならずエレキギターもプレイしている。

## 使用機材

### 使用ベース・ギター
| ブランド         | モデル                                              | |
| ---------------- | --------------------------------------------------- | --- |
| フェルナンデス   | WB-80(ワーロックタイプ)                             | Xのインディーズ時代に使用していたベース。オリジナルはB.C.リッチ社製。TAIJIがディメンシアに加入したとき、友人から譲り受けたものらしい。TAIJIの後任のHEATHもFERNANDESのワーロックタイプを使用してたが、沢田は"FERNANDES"名義の既製品モデルでHEATHは"Burny"名義のシグネイチャーモデルである。 |
| キラー           | KB-IMPULSS proto type "インパルス・プロトタイプ"    | キラーギターズのベースを使い始めたころに使われていたベース。カラーはパープルで当初の頃に使用されていたインパルスとは若干形状が異なる。 |
| キラー           | KB-IMPULSS Black Rose "インパルス・ブラックローズ"  | X時代初期に愛用されていたベース。こちらはショートスケールとなっている。通常スケールが短くなると音の質が落ちると言われているが、それでも沢田がこのベースを使用しつづけたのは弾きやすかったからだとされている。 |
| キラー           | KB-IMPULSS "インパルス"                             | X時代初期〜中期に愛用していたベース。2タイプあり、24フレット（パープル）と26フレット（レッド）がある。ミディアムスケールでテクニカルなプレイをサポートしている。なお、26フレットの方は「ROSE OF PAIN」中盤のライトハンドをするために通常のモデルでは困難と判断した沢田がキラーに作らせている。 |
| フェンダー       | ジャズベース                                        | 「Jealousy」のレコーディングの際にアメリカで手に入れた71年製のベース。 |
| ミュージックマン | スティングレイ                                      | 同じく「Jealousy」のレコーディングの際に手に入れたベース。LOUDNESSのレコーディングでも使用し、X時代のライブではデスペラードやクリミナルが登場するまでライブで使っていたこともある。 |
| キラー           | KB-DESPERADO "デスペラード"                         | X時代中期とクラウド・ナインにおいて使われていたベース。ギブソンのレスポールと同じ構造らしい。D.T.R時にはレコーディングにも使用されていた。歪んだ荒々しいサウンドが特徴。 |
| キラー           | KB-CRIMINAL "クリミナル"                            | X時代から現在に至るまで七色に光るフェニックスが特徴の沢田が愛用しているベース。「ブレイスホール」と呼ばれる7つのダクトが通っており、これによって高音と中音のミックスがよくなるという。なお、シグネイチャーモデルには当初は本人仕様の証として出荷前に沢田本人が手にとった上でヘッド裏にサインを記していたが、1995年からインレタによる印刷となっている。ピックアップはセイモア・ダンカンがマウントされている。                                                                              |
| キラー           | KB-CRIMINAL camouflage "クリミナル・カムフラージュ" | LOUDNESS時代に一時期使用していたベース。クリミナルの迷彩バージョン。最初はフレッテッドであったが、後にフレットレスに改造してある。 |
| フェンダー       | ジャズベース フレットレス                           | 元は有名なミュージシャンが弾いていたらしい。 |
| キラー           | KB-CRIMINAL twinJB "クリミナルベース・ツインJB"     | D.T.R時代からのメインベース。クリミナルの2号機で特徴としてはジャズベース用のシングルのリアピックアップが2つ搭載され、ハムバッカーとなっておりボリュームノブをプルするとリアピックアップがタップされシングルコイルになる。当初はセイモア・ダンカンをマウントされていたが、2006年にはEMGを搭載、リアは1シングルになった。スラップがやり易いようにピックガードを取り付けたり、指弾きがやり易いようにフィンガーレストを取り付けている。                                                       |
| キラー           | Killer W-NECK "ヴォルチャーウィング"                | D.T.Rの「APOCAL YPSE」という曲で使用されるギターとベースが一体化したモデル。特注のため市販はされていない。 |
| キラー           | KB-CRIMINAL Pro "クリミナル・プロ"                  | 音風時代のクリミナルのマイナーチェンジバージョンで2010年現在のメインベース。主な違いはこれまでのクリミナルはパッシブ・タイプのピックアップだが、ベース本体にプリ・アンプを内蔵させており、アクティブ・タイプのピックアップになっている。カラーリングはフェニックスとD.T.Rの再開に伴って沢田の元へ届けられた3トーンサンバーストカラーがある。ピックアップについては最初セイモア・ダンカンとディマジオだったが沢田のCLOUD NINE復帰時にはレース・センサーにチェンジ。現在はEMGになっている。 |
| キラー           | KB-VULTURE FRETLESS "ヴォルチャー"                  | DIR EN GREYのベースToshiyaモデルとして有名だが、キラーのラインナップに加えられたのは1995年。当時はまだまだ調整中でレコーディングやライブには未使用だった。 |
| キラー           | Killer Proto Type                                   | 音風のライブで使用されたギター。外見はテレキャスターに似ている。 |
| オベーション     | Ovation                                             | お気に入りのエレアコギター。 |
| キラー           | KG-YOKE                                             | ダブルカッタウエィのギター。ドロップDチューニング用にエクストラ・ロングスケールとなっている。かつて沢田泰司オフィシャルサイトで流れていたギターサウンドは全てこの音で録音されている。 |

### 使用アンプ
- X 「Jealousy」時

Ampeg SVT(ベースアンプ)
Ampeg SVT-II(ベースアンプ)
Roland DEP-5(マルチ・エフェクター)
ROCKTRON 300A(コンプレッサー)
KORG DT-1 TUNER(チューナー)
EX-Pro WIRELESS(ワイヤレス・システム)
Ampeg 810E SP(キャビネット)
- D.T.R 渋谷公会堂デビューライブ時

ASHLY(パワー・アンプ)
ROCKTRON RT1190(ラックインターフェイス)
ROCKTRON PATCHMATE(プログラマルブル・スゥイッチャー)
PEARCE BC-1×2(プリアンプ)
FURMAN PL-PLUS J(安定化電源/照明)
PEAVEY MARK VIII×3(ベースアンプ)
EBS(ベースアンプ)
PEAVY CABINET(キャビネット)
EBS CABINET(キャビネット)
Roland JC-120(ギターアンプ)
audio-technica AT-MA50(ステレオ・ミキシング・アンプリファイヤー)
ART Multiverb ALPHA SE(マルチエフェクター)
BOSS TU-12(チューナー)
CRYBABY(ベース・ワウペダル)
IBaneZ VL-10(ボリュームペダル)
BOSS FS-5L(フットスイッチ)
moog(ベース・シンセサイザー)
- X JAPAN WORLD TOUR Live in YOKOHAMA 超強行突破 七転八起～世界に向かって～時

GALLIEN-KRUEGER Fusion550(アンプ)
ROGER MAYER STONE X(ファズ)
BOSS CE-3(コンプレッション・サスティナー)
AMPEG(キャビネット)

## バンド歴
- TRASH
- DEMENTIA
- PROWLER
- X（1985年）
- DEAD WIRE(メンバーには後にSAVER TIGER、D'ERLANGERのKyoとTetsuが在籍)
- X（1986年～1992年）
- LOUDNESS （1992年～1993年11月）
- D.T.R（1994年～1996年）
- KINGS（1995年）
- CLOUD NINE （2000年～2001年4月）
- 音風（2003年～2006年）
- D.T.R（2007年）
- TAIJI WITH HEAVEN'S（2006年～）
- THE KILLING RED ADDICTION（2009年～）
- TSP（2010年～）
- X JAPAN  (2011年〜)

## 参加作品
| 発売日         | 発売日         | 規格・形態                                  | タイトル                                                                       | 名義                                                       | レーベル                                            |
| -------------- | -------------- | ------------------------------------------- | ------------------------------------------------------------------------------ | ---------------------------------------------------------- | --------------------------------------------------- |
| 1985年7月      | 1985年7月      | ソノシート                                  | Dementia Live !                                                                | DEMENTIA                                                   | EXPLOSION                                           |
| 1987年         | 3月7日         | オムニバスアルバム（LP）                    | SKULL THRASH ZONE VOLUME Ⅰ 「STAB ME IN THE BACK」 「NO CONNEXION」の2曲を収録 | X ほか参加                                                 | Victor                                              |
| 1987年         | 8月            | VHS（会場配布）                             | XCLAMATION                                                                     | X                                                          | EXTASY RECORDS                                      |
| 1988年         | 4月14日        | アルバム（LP）                              | Vanishing Vision                                                               | X                                                          | EXTASY RECORDS                                      |
| 1988年         | 5月8日         | ソノシート                                  | 紅 (Original Japanese Version)                                                 | X                                                          | ロッキンf 1988年6月号付録                           |
| 1988年         | 10月           | アルバム（LP）限定発売 ピクチャーレーベル盤 | Vanishing Vision （ピクチャーレコード） ソノシート「STAB ME IN THE BACK」付き  | X                                                          | EXTASY RECORDS                                      |
| 1988年         | 11月           | オムニバスVHS                               | ボスッ！VOS第9号                                                               | X ほか収録                                                 | 宝島                                                |
| 1989年         | 3月16日        | VHS（会場配布）                             | THANX                                                                          | X                                                          | EXTASY RECORDS                                      |
| 1989年         | 4月21日        | アルバム（CD・2枚組LP）                     | BLUE BLOOD                                                                     | X                                                          | CBS/SONY RECORDS                                    |
| 1989年         | 6月1日         | VHS・LD                                     | Blue Blood Tour 爆発寸前GIG Shibuya Kohkaido '89・3・16                        | X                                                          | CBS/SONY RECORDS                                    |
| 1989年         | 9月1日         | シングル（8cm CD） 初回蛇腹折り仕様         | 紅                                                                             | X                                                          | CBS/SONY RECORDS                                    |
| 1989年         | 10月           | 初CD化                                      | Vanishing Vision （初回プライベートフォトブック付き）                          | X                                                          | EXTASY RECORDS                                      |
| 1989年         | 12月1日        | シングル（8cm CD） 初回蛇腹折り仕様         | ENDLESS RAIN                                                                   | X                                                          | CBS/SONY RECORDS                                    |
| 1989年         | 12月16日       | アルバム                                    | THE INNER GATES                                                                | BAKI （TAIJI参加）                                         | Fernandes                                           |
| 1989年         | 12月28日       | VHS・LD                                     | 刺激! VISUAL SHOCK Vol. 2                                                      | X                                                          | CBS/SONY RECORDS                                    |
| 1990年         | 4月21日        | シングル（8cm CD） 初回蛇腹折り仕様         | WEEK END                                                                       | X                                                          | CBS/SONY RECORDS                                    |
| 1990年         | 9月1日         | VHS・LD                                     | VISUAL SHOCK Vol. 2.5 CELEBRATION                                              | X                                                          | CBS/SONY RECORDS                                    |
| 1991年         | 7月1日         | アルバム（CD・MD）                          | Jealousy                                                                       | X                                                          | Sony Records                                        |
| 1991年         | 9月11日        | シングル（8cm CD）                          | Silent Jealousy                                                                | X                                                          | Sony Records                                        |
| 1991年         | 9月30日        | VHS・LD                                     | VISUAL SHOCK Vol. 3 刺激² -夢の中にだけ生きて-                                 | X                                                          | Sony Records                                        |
| 1991年         | 10月25日       | シングル（8cm CD）                          | Standing Sex / JOKER                                                           | X                                                          | Sony Records                                        |
| 1991年         | 11月21日       | CD化                                        | SKULL THRASH ZONE VOLUME Ⅰ                                                     | X など収録                                                 | Victor                                              |
| 1991年         | 12月1日        | シングル（8cm CD）                          | Say Anything                                                                   | X                                                          | Sony Records                                        |
| 1991年         | 12月21日       | VHS・LD                                     | VISUAL SHOCK Vol. 3.5 Say Anything X BALLAD COLLECTION                         | X                                                          | Sony Records                                        |
| 1992年         | 5月25日        | シングル（8cm CD）                          | BLACK WIDOW                                                                    | LOUDNESS                                                   | WARNER MUSIC JAPAN                                  |
| 1992年         | 6月10日        | アルバム                                    | LOUDNESS                                                                       | LOUDNESS                                                   | WARNER MUSIC JAPAN                                  |
| 1992年         | 7月25日        | VHS                                         | BLACK WIDOW -ONCE AND FOR ALL-                                                 | LOUDNESS                                                   | WARNER MUSIC JAPAN                                  |
| 1992年         | 8月25日        | シングル（8cm CD）                          | SLAUGHTER HOUSE                                                                | LOUDNESS                                                   | WARNER MUSIC JAPAN                                  |
| 1992年         | 12月21日       | VHS                                         | WELCOME TO THE SLAUGHTER HOUSE                                                 | LOUDNESS                                                   | WARNER MUSIC JAPAN                                  |
| 1994年         | 7月1日         | アルバム                                    | DIRTY TRASHROAD                                                                | DIRTY TRASHROAD                                            | Polydor                                             |
| 1994年         | 7月1日         | ミニアルバム                                | DIRTY TRASHROAD〜Acoustic 完全限定盤                                           | DIRTY TRASHROAD                                            | Polydor                                             |
| 1994年         | 11月26日       | VHS                                         | DRIVE TO REVOLUTION                                                            | D.T.R                                                      | Polydor                                             |
| 1995年         | 5月25日        | Maxi シングル                               | CHAIN〈絆〉 / I BELIEVE...                                                     | D.T.R                                                      | Polydor                                             |
| 1995年         | 5月25日        | アルバム                                    | DARING TRIBAL ROAR                                                             | D.T.R                                                      | Polydor                                             |
| 1995年         | 10月25日       | シングル（8cm CD）                          | MISTY EYES                                                                     | Kings                                                      | Polydor                                             |
| 1995年         | 11月1日        | アルバム                                    | Kings                                                                          | Kings                                                      | Polydor                                             |
| 1996年8月1日   | 1996年8月1日   | ベストアルバム                              | DRIVE TO REVOLUTION                                                            | D.T.R                                                      | Polydor                                             |
| 1998年9月19日  | 1998年9月19日  | トリビュートアルバム                        | COZY POWELL FOREVER 〜TRIBUTE TO COZY POWELL                                   | 沢田泰司 ほか参加                                          | Electric Angel Records                              |
| 2000年         | 4月            | シングル（8cm CD）                          | JUNGLE                                                                         | TAIJI                                                      | 徳間書店 自叙伝付録                                 |
| 2000年         | 9月27日        | Maxi シングル                               | 2nd Demo Bastard                                                               | Cloud Nine                                                 | ロッキンf 2000年11月号付録                          |
| 2000年         | 12月           | Maxi シングル                               | RAIN SONG / Dear Friend                                                        | TAIJI                                                      | 徳間書店 写真集付録                                 |
| 2001年2月      | 2001年2月      | Maxi シングル                               | 1st Demonstration                                                              | Cloud Nine                                                 | Blaze up                                            |
| 2004年11月20日 | 2004年11月20日 | アルバム                                    | 音風 OTOKAZE                                                                   | 音風                                                       | インディーズ（会場発売）                            |
| 2007年8月19日  | 2007年8月19日  | Maxi シングル                               | WISDOM / LUCIFER                                                               | D.T.R                                                      | インディーズ（会場発売）                            |
| 2008年         | 2月            | オムニバスアルバム                          | HarD'n'HeavY RELIGION 2                                                        | TSP ほか参加                                               | We ROCK Vol.3 付録                                  |
| 2008年         | 7月23日        | 映画サウンドトラック                        | Attitude Original Sound Track                                                  | 音楽監督：TAIJI                                            | Tears Music                                         |
| 2009年12月26日 | 2009年12月26日 | ミニアルバム                                | TAIJI with HEAVEN'S                                                            | TAIJI with HEAVEN'S                                        | TS GLASTON 2009年12月26日会場発売 2010年1月通販開始 |
| 2010年7月14日  | 2010年7月14日  | ライブDVD                                   | 樋口宗孝追悼ライブ 2009 Munetaka Higuchi Forever Our Hero                      | 沢田泰司 ほか参加 2009年2月14日ライブ 渋谷C.C.Lemonホール  | 徳間ジャパン                                        |
| 2011年2月      | 2011年2月      | オムニバスアルバム                          | HarD'n'HeavY RELIGION 2011                                                     | TSP ほか参加                                               | We ROCK 付録                                        |
| 2012年2月8日   | 2012年2月8日   | ライブDVD                                   | EVERLASTING MUNETAKA HIGUCHI 2010 樋口宗孝追悼ライブvol.2                      | 沢田泰司 ほか参加 2010年11月14日ライブ 渋谷C.C.Lemonホール | SPACE SHOWER MUSIC                                  |

XおよびX JAPAN関連作品

（脱退後にリリースされたTAIJI在籍時の音源および映像収録作品、再発売含む）
| 発売日         | 発売日         | 形態                                              | タイトル                                                       | 名義       | レーベル            |
| -------------- | -------------- | ------------------------------------------------- | -------------------------------------------------------------- | ---------- | ------------------- |
| 1992年         | 2月21日        | オムニバスVHS                                     | 無敵と書いてEXTASYと読む ! EXTASY SUMMIT '91 AT NIPPON BUDOKAN | X ほか収録 | EXTASY RECORDS      |
| 1992年         | 3月1日         | オムニバスLD                                      | 無敵と書いてEXTASYと読む ! EXTASY SUMMIT '91 AT NIPPON BUDOKAN | X ほか収録 | EXTASY RECORDS      |
| 1992年         | 11月1日        | 2本組VHS・2枚組LD                                 | VISUAL SHOCK Vol. 4 破滅に向かって 1992.1.7 TOKYO DOME LIVE    | X          | Ki/oon Sony Records |
| 1993年11月21日 | 1993年11月21日 | ベストアルバム                                    | X SINGLES                                                      | X          | Ki/oon Sony Records |
| 1995年         | 1月1日         | ライブアルバム                                    | 破滅に向かって (CD EDITION) 1992.1.7 TOKYO DOME LIVE           | X          | Ki/oon Sony Records |
| 1995年         | 1月1日         | VHS・LD                                           | X CLIPS                                                        | X          | Ki/oon Sony Records |
| 1996年         | 3月21日        | ボックス・セット (Tシャツ+VHS+2CD+ブック)         | B.O.X 〜Best of X〜 （完全生産限定）                           | X          | Ki/oon Sony Records |
| 1996年         | 12月1日        | 2枚組CD                                           | B.O.X.CD 〜Best of X〜                                         | X          | Ki/oon Sony Records |
| 1997年12月19日 | 1997年12月19日 | ベストアルバム                                    | BALLAD COLLECTION X JAPAN BALLAD COLLECTION BEST               | X JAPAN    | Polydor             |
| 1999年         | 1月30日        | ベストアルバム                                    | STAR BOX （完全生産限定盤）                                    | X          | Ki/oon Records      |
| 1999年         | 2月24日        | 3枚組ベストアルバム （リマスター）                | PERFECT BEST                                                   | X JAPAN    | Atlantic Records    |
| 2000年         | 6月21日        | コンピレーションアルバム                          | History of EXTASY 15th Anniversary                             | X ほか収録 | EXTASY RECORDS      |
| 2000年         | 7月5日         | 初DVD化                                           | X CLIPS                                                        | X          | Ki/oon Records      |
| 2000年         | 9月13日        | CD再発売                                          | VANISHING VISION                                               | X          | EXTASY RECORDS      |
| 2001年         | 5月2日         | アルバム                                          | Indies of X Rose & Blood                                       | iX         | アート・ユニオン    |
| 2001年         | 9月5日         | ベストアルバム                                    | STAR BOX （再発売）                                            | X          | Ki/oon Records      |
| 2001年         | 9月5日         | 初DVD化                                           | BLUE BLOOD TOUR 爆発寸前GIG                                    | X          | Ki/oon Records      |
| 2001年         | 9月5日         | 初DVD化                                           | 刺激! VISUAL SHOCK Vol. 2                                      | X          | Ki/oon Records      |
| 2001年         | 9月5日         | 初DVD化                                           | VISUAL SHOCK Vol. 2.5 CELEBRATION                              | X          | Ki/oon Records      |
| 2001年         | 9月5日         | 初DVD化                                           | VISUAL SHOCK Vol. 3 刺激² -夢の中にだけ生きて-                 | X          | Ki/oon Records      |
| 2001年         | 9月5日         | 初DVD化                                           | VISUAL SHOCK Vol. 3.5 Say Anything                             | X          | Ki/oon Records      |
| 2001年         | 9月5日         | 初DVD化                                           | VISUAL SHOCK Vol. 4 破滅に向かって                             | X          | Ki/oon Records      |
| 2001年         | 12月19日       | 2枚組CD                                           | X JAPAN BEST 〜FAN'S SELECTION〜                               | X JAPAN    | Polydor             |
| 2007年         | 2月14日        | 2枚組CD（リマスター）                             | BLUE BLOOD （SPECIAL EDITION）                                 | X          | Ki/oon Records      |
| 2007年         | 2月14日        | 2枚組CD（リマスター）                             | Jeaolusy （SPECIAL EDITION）                                   | X          | Ki/oon Records      |
| 2008年         | 3月19日        | CD（リマスター）                                  | BLUE BLOOD （REMASTERED EDITION）                              | X          | Ki/oon Records      |
| 2008年         | 3月19日        | CD（リマスター）                                  | Jeaolusy （REMASTERED EDITION）                                | X          | Ki/oon Records      |
| 2008年         | 7月23日        | 9枚組DVD-BOX （うち1枚は特典ディスク）            | X VISUAL SHOCK DVD BOX 1989-1992 【完全生産限定盤】            | X          | GT Music            |
| 2014年         | 6月17日        | 2枚組CD（リマスター）                             | THE WORLD 〜X JAPAN 初の全世界ベスト〜                         | X JAPAN    | WARNER MUSIC JAPAN  |
| 2014年         | 9月24日        | Blu-spec CD2（リマスター）                        | X SINGLES                                                      | X          | Ki/oon Music        |
| 2014年         | 9月24日        | ハイレゾ配信（リマスター） （96.0kHz/24bit FLAC） | X SINGLES                                                      | X          | Sony Music Direct   |
| 2016年         | 7月27日        | Blu-spec CD2 （2016年最新リマスター盤）           | Jeaolusy                                                       | X          | Sony Music Direct   |
| 2017年         | 1月18日        | 8枚組Blu-ray BOX （最新デジタルリマスタリング）   | X VISUAL SHOCK Blu-ray BOX 1989-1992 【完全生産限定盤】        | X          | Sony Music Direct   |

LOUDNESS、樋口宗孝関連作品

（脱退後にリリースされた沢田泰司在籍時の音源および映像収録作品、再発売含む）
| 発売日         | 発売日         | 規格        | 形態                  | タイトル                                                  | 名義              | レーベル                    |
| -------------- | -------------- | ----------- | --------------------- | --------------------------------------------------------- | ----------------- | --------------------------- |
| 1994年4月25日  | 1994年4月25日  | CD          | ライブアルバム        | ONCE AND FOR ALL                                          | LOUDNESS          | WARNER MUSIC JAPAN          |
| 1996年7月25日  | 1996年7月25日  | 2枚組CD     | ベストアルバム        | MASTERS OF LOUDNESS                                       | LOUDNESS          | wea japan                   |
| 2001年3月21日  | 2001年3月21日  | CD          | トリビュート アルバム | COZY POWELL FOREVER 〜TRIBUTE TO COZY POWELL              | 沢田泰司 ほか参加 | Electric Angel Records      |
| 2002年         | 2月14日        | CD          | アルバム              | LOUDNESS                                                  | LOUDNESS          | WARNER MUSIC JAPAN          |
| 2002年         | 2月14日        | CD          | ライブアルバム        | ONCE AND FOR ALL                                          | LOUDNESS          | WARNER MUSIC JAPAN          |
| 2008年         | 9月24日        | 初DVD化     | CLIP, ライブ          | BLACK WIDOW -ONCE AND FOR ALL-                            | LOUDNESS          | WARNER MUSIC JAPAN          |
| 2008年         | 9月24日        | 初DVD化     | ライブ                | WELCOME TO THE SLAUGHTER HOUSE                            | LOUDNESS          | WARNER MUSIC JAPAN          |
| 2009年12月23日 | 2009年12月23日 | SHM-CD      | アルバム              | LOUDNESS （24ビット最新デジタルリマスター）               | LOUDNESS          | WARNER MUSIC JAPAN          |
| 2012年         | 1月18日        | 2枚組CD     | ベストアルバム        | LOUDNESS BEST TRACKS -WARNER YEARS-                       | LOUDNESS          | WARNER MUSIC JAPAN          |
| 2012年         | 10月31日       | 2枚組CD     | ベストアルバム        | SINGLE COLLECTION                                         | LOUDNESS          | LMF(Loudness Music Factory) |
| 2013年11月27日 | 2013年11月27日 | DVD         | VIDEO CLIP集          | BEST MUSIC VIDEOS                                         | LOUDNESS          | 徳間ジャパン                |
| 2014年10月8日  | 2014年10月8日  | 初Blu-ray化 | ライブ                | 樋口宗孝追悼ライブ 2009 Munetaka Higuchi Forever Our Hero | 沢田泰司 ほか収録 | 徳間ジャパン                |
| 2015年         | 3月4日         | 初Blu-ray化 | ライブ                | EVERLASTING MUNETAKA HIGUCHI 2010 樋口宗孝追悼ライブvol.2 | 沢田泰司 ほか収録 | 徳間ジャパン                |
| 2015年         | 11月25日       | CD          | アルバム              | LOUDNESS                                                  | LOUDNESS          | WARNER MUSIC JAPAN          |
| 2015年         | 12月16日       | CD          | ライブアルバム        | ONCE AND FOR ALL                                          | LOUDNESS          | WARNER MUSIC JAPAN          |

その他の再発売作品
| 発売日        | 規格 | 形態     | タイトル       | 名義               | レーベル    |
| ------------- | ---- | -------- | -------------- | ------------------ | ----------- |
| 1993年8月21日 | CD   | アルバム | THE INNER GATE | BAKI （TAIJI参加） | BMG VICTOR  |
| 2007年9月25日 | CD   | アルバム | THE INNER GATE | BAKI （TAIJI参加） | sky station |

## 関連書籍
- 伝説のバンド「X」の生と死―宇宙を翔ける友へ（2000年4月 徳間書店） TAIJI 著 ISBN 978-4198611743
- TAIJI復活PHOTOGRAPH（2000年12月 徳間書店） TAIJI 著 ISBN 978-4198612887
- TAIJI　沢田泰司 （2015年 宝島社）赤塚友美 著 ISBN 978-4800235985